# Last Alert
Last Alert (conocido como Red Alert en Europa y Japón) es un videojuego de disparos con perspectiva cenital para un solo jugador, desarrollado por Sin-Nihon Laser Soft. Fue lanzado en Japón en 1989 y en América del Norte en 1990 para la consola TurboGrafx-CD. La trama gira en torno a un soldado solitario, único sobreviviente de su unidad, que es reclutado por la CIA para desmantelar un sindicato criminal internacional.

## Historia
La trama de Last Alert se sitúa el 20 de noviembre de 1988. Guy Kazama, un comando estadounidense perteneciente a la Unidad de Misiones Especiales, es desplegado en la selva sudamericana con el objetivo de rescatar a varios rehenes, tras recibir una solicitud del gobierno de Lloyd. No obstante, dicha solicitud resulta ser una emboscada: la unidad de Kazama es aniquilada por un helicóptero de ataque, y él es el único sobreviviente. A partir de este punto, se introduce al grupo antagonista del juego, Force Project, una organización internacional dedicada al tráfico de armas cuyo propósito es dominar el mundo. Entre sus líderes se encuentran el coronel Jim Kadat, de la República de Lybid; el señor Tommy Lee, integrante de la mafia de Hong Kong; el presidente Steve Lloyd, de la Fundación Dual; y el Dr. Che Garcia, un físico de gran renombre.
Tras la emboscada, el secretario Harvey Leonard, director de la CIA, recibe del presidente Allman la misión de eliminar al Force Project. Para ello, Leonard recluta a Guy Kazama, a quien encuentra en un cementerio, lamentando la pérdida de sus compañeros. Leonard le encarga infiltrarse en una base militar conocida como Blue Rhinos, que alberga aeronaves furtivas y que ya ha sido penetrada por un agente encubierto llamado Spartan. Movido por el deseo de vengar a su unidad, Guy acepta la misión. Al infiltrarse en la base, encuentra a Spartan retenido a punta de arma en la entrada. Antes de ser rescatado, Spartan informa a Guy que los bombarderos furtivos se encuentran al fondo de la fábrica. Guy destruye las aeronaves y, tras un enfrentamiento con un tanque, escapa junto a Spartan en uno de los bombarderos desde la pista de la base.
Mientras tanto, el avión presidencial se estrella en el lado oriental de la República de Flett, una nación ártica ficticia, donde el presidente es capturado por el coronel Douglas Dark, agente del Force Project. Guy Kazama es enviado por Leonard y su colega Kay al campamento ubicado en la cima del monte Alt, donde se encuentra retenido el mandatario. A lo largo de la misión, Guy rescata a varios rehenes, se enfrenta a un falso presidente y logra derrotar a Dark.
Tras el rescate del presidente, Leonard asigna a Guy Kazama la misión de localizar y eliminar al coronel Kadat, quien se ha ocultado tras los recientes acontecimientos. Para ello, Guy debe infiltrarse en un campamento y liberar a otro soldado, Robert, que se encuentra prisionero. Una vez rescatado, Robert le revela que Kadat cuenta con tres guardaespaldas —Red, Blue y Black—, cada uno con información clave sobre el paradero del coronel. Luego de derrotar a estos guardaespaldas, Guy se enfrenta finalmente a Kadat, quien empuña un látigo de descargas eléctricas. El combate concluye con la muerte del coronel a manos de Kazama.
Durante una videoconferencia, el señor Lee se reúne con los restantes líderes del Force Project, quienes le informan sobre la muerte del coronel Kadat. Al enterarse de que Guy Kazama planea aprovechar el torneo anual de artes marciales organizado por Lee para asesinarlo, le presentan a tres de sus combatientes más poderosos como defensa. Lee, por su parte, consulta al Dr. Garcia sobre el avance de su arma definitiva, conocida como Indra, a lo que el científico responde que estará completada en el plazo de un mes. Guy Kazama logra infiltrarse en el complejo donde se celebra el torneo, elimina a los luchadores de Lee y se abre paso hasta la cima de la torre central, donde lo espera su objetivo. Allí, Guy enfrenta y elimina al señor Lee, y fija su próxima misión: enfrentar al presidente Steve.
Tiempo después de la muerte del señor Lee, Guy Kazama aparece a bordo de un crucero donde Steve Lloyd ofrece un discurso durante una fiesta en honor a su Fundación Dual. Guy le revela a Kay que el orador es en realidad un doble del presidente Lloyd, y que el verdadero se encuentra en algún lugar del barco. También le informa que ha colocado explosivos estratégicamente para provocar una distracción que le permita localizar a Lloyd en medio del caos. Guy se abre paso entre los asistentes hasta llegar a la armería secreta en las cubiertas inferiores, donde finalmente se enfrenta y elimina al presidente Steve.
Tras la muerte de Lloyd, el Dr. Garcia se comunica con el presidente y le da un ultimátum: tiene 24 horas antes de que Indra destruya el mundo. Además, desafía a Guy Kazama a detener sus planes. Guy llega a una estación en la Luna, donde se está construyendo Indra. Allí elimina a Dark, resucitado por medios desconocidos, destruye a una criatura llamada biomonstruo, y se enfrenta al propio Dr. Garcia, quien huye en un transbordador hacia Indra, revelada como una estación espacial en órbita lunar. Guy lo persigue y, tras alcanzarlo, lo confronta y lo elimina, descubriendo que Garcia era en realidad un cíborg. Antes de morir, Garcia le advierte que la única forma de detener a Indra es destruirla, lo que también conllevaría su propia muerte. Sin otra opción, Guy destruye la supercomputadora que controla la estación, provocando así la destrucción total de Indra. Finalmente, cae a la Tierra en una cápsula de escape y logra contactar a Leonard para ser rescatado en medio del océano.

## Jugabilidad
La jugabilidad de Last Alert se basa en un estilo clásico de disparos con perspectiva cenital. El jugador cuenta con un arma principal de munición ilimitada, complementada con objetos de uso limitado como lanzallamas, granadas y una torreta flotante. El título incorpora además ligeros elementos de videojuego de rol, como un sistema de puntos, progresión de clases y mejoras de armamento. A medida que el jugador elimina enemigos o cumple objetivos, acumula puntos de experiencia que le permiten ascender de clase, lo cual incrementa su nivel de “vitalidad” o salud. Asimismo, al subir de nivel se desbloquean nuevas armas principales: el jugador comienza con una pistola M1911A1, pero puede obtener un Uzi, un M16, un M203, una ametralladora ligera y un lanzacohetes, cada uno más potente que el anterior.
El juego consta de varias fases distribuidas en seis mapas. Cada fase presenta enemigos que reaparecen indefinidamente y, salvo una excepción, culmina con una batalla contra un jefe . Existen tres tipos de misiones, diferenciadas en el mapa por marcadores de colores: los marcadores azules (Tipo A) indican una misión de combate directo cuyo objetivo es alcanzar el final y eliminar al jefe; los rojos (Tipo B) señalan misiones de sigilo, en las que utilizar armas distintas a la pistola genera más enemigos; y los amarillos (Tipo C) corresponden a misiones con objetivos especiales, como rescatar rehenes. Además, cada fase impone un límite de tiempo: si este se agota, el jugador muere instantáneamente. Cualquier muerte resulta en un final de la partida y requiere que el jugador continúe desde el principio de la etapa.
En cuanto al estilo y la jugabilidad, Last Alert guarda similitudes con Bloody Wolf. Sin embargo, a diferencia de este, Last Alert se distribuyó en formato CD-ROM, lo que permitió aprovechar una mayor capacidad de almacenamiento. Este espacio extra se destinó a incluir voces para los diálogos —una rareza en su época—, además de una banda sonora y secuencias cinemáticas.

## Recepción
En el momento de su lanzamiento, Last Alert fue recibido de forma mayormente positiva, destacándose particularmente por su apartado gráfico y su música. No obstante, algunos críticos señalaron como puntos negativos su jugabilidad lineal y repetitiva. A pesar de ello, el juego ha sido elogiado por sus controles ágiles, un sistema de experiencia bien equilibrado y el valor cómico de su historia, diálogos e interpretaciones intencionalmente exageradas. La versión japonesa, por su parte, ha recibido reconocimiento específico por la calidad de su doblaje.
La revista Electronic Gaming Monthly incluyó a Guy Kazama en el cuarto puesto de su lista de los “10 personajes más parlanchines de los videojuegos”, citando una actuación vocal considerada “ridícula” o que provocaba risas debido a su baja calidad.